# Falling Evaporating Body

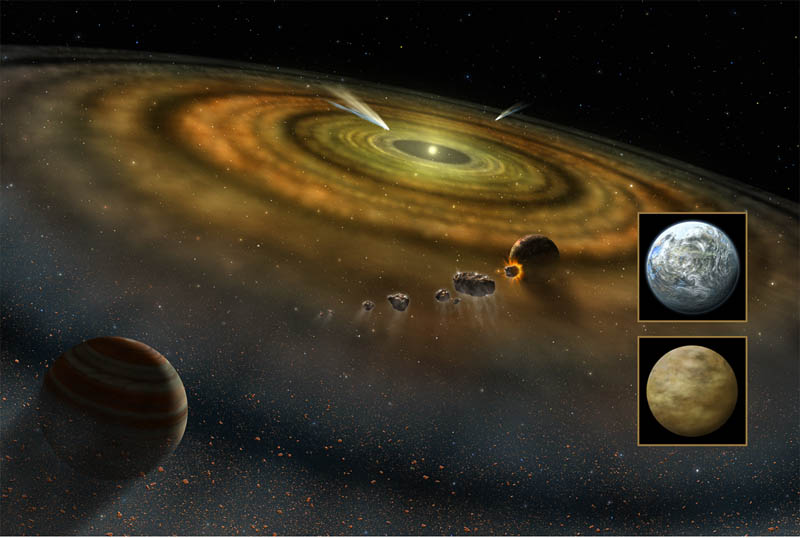
Künstlerische Darstellung der Trümmerscheibe um Beta Pictoris mit Exokometen und Exoplaneten. Quelle: NASA

Ein Falling Evaporating Body (abgekürzt FEB, englisch für fallender verdampfender Körper) ist in der Astronomie ein angenommener kleiner vereister Himmelskörper, populärwissenschaftlich Exokomet genannt (d. h. ein Komet außerhalb unseres Sonnensystems), der in der Nähe eines Sterns verdampft.
FEBs werden als Erklärung herangezogen für eine zufällige und veränderliche Komponente in den Absorptionslinien der Trümmerscheiben um junge Sterne mit einem Alter von wenigen Millionen Jahren. Diese Absorptionslinien, meistens des einfach ionisierten Kalziums, sind häufig rotverschoben und entstehen temporär durch Gas, das in der Sichtlinie zwischen dem Stern und dem Beobachter freigesetzt wird.
Falling Evaporating Bodies sind bisher ausschließlich um junge Sterne der Spektralklasse A gefunden worden, wobei es sich häufig um Herbig-Ae/Be-Sterne handelt. Dies ist die Folge eines Selektionseffekts:
- die jungen A-Sterne entwickeln sich schnell genug, um über den Strahlungsdruck das zirkumstellare Gas aus der Protosternphase zu vertreiben
- ihre Strahlung hat die notwendige Leuchtkraft, um kleine Himmelskörper im Abstand einiger Sternradien zu verdampfen, und
- im Gegensatz zu den B- und O-Sternen gibt es viele A-Sterne in relativer Nähe zu unserem Sonnensystem.

Bei älteren Sternen dagegen sinkt die Kometenaktivität soweit ab, dass eine zufällige Entdeckung unwahrscheinlich wird.
Die jungen A-Sterne zeigen Sternwinde mit Massenverlustraten von bis zu 10−7 Sonnenmassen pro Jahr. Um das Signal der Falling Evaporating Bodies von den Absorptionslinien dieses starken Sternwinds zu trennen, müssen die FEBs entsprechend große Gasmengen freisetzen. Daher wird der Durchmesser der nachweisbaren Exokometen auf bis zu 100 Kilometer geschätzt, während die Kometen im Sonnensystem über einen maximalen Durchmesser von 20 Kilometern verfügen.

## Beispiele
Falling Evaporating Bodies wurden in den Trümmerscheiben von folgenden Sternen nachgewiesen:
- Beta Pictoris
- HD 21620
- HD 42111
- HD 110411
- HD 172555
- 2 Andromedae
- 49 Ceti
- 5 Vulpeculae